# Cancionero y romancero de ausencias
Cancionero y romancero de ausencias es el último poemario de Miguel Hernández, inacabado por su muerte. Fue escrito mientras se encontraba en prisión y publicado póstumamente en Buenos Aires, Argentina. Con él, el oriolano alcanza su madurez literaria.

## Crítica
En esta obra, el poeta compagina la lírica de cancionero con una visión "conflictiva y compleja de su tiempo". Predomina la concisión lingüística y poética: con pocas palabras, el poeta es capaz de decir tanto como en un poema largo.
La obra recupera la esperanza tras el desastre humano que ha supuesto la guerra. De profundo carácter autobiográfico, refleja la esperanza del poeta ante su difícil situación, una esperanza que se ve identificada con su hijo, la inocencia de la infancia y el amor. Este tema puede apreciarse claramente en el poema más famoso del libro, las Nanas de la cebolla: el amor al hijo como esperanza, la infancia y la inocencia como paraíso perdido y el deseo de proteger esta inocencia de los desengaños que le esperan. Este deseo surge de la propia experiencia de desengaño y dolor de su padre.
Resulta meritorio, y es fruto de madurez literaria, que Miguel Hernández fuera capaz de escribir lírica cancioneril sin parecerse a Lorca y Alberti, los mayores maestros del género.